# نیوا (ناحیه پروستییوف)
نیوا (به چکی: Niva) یک منطقهٔ مسکونی در جمهوری چک است که در ناحیه پروستییوو واقع شده‌است.
 نیوا ۱۳٫۴ کیلومتر مربع مساحت و ۳۴۶ نفر جمعیت دارد و ۵۵۶ متر بالاتر از سطح دریا واقع شده‌است.